# Arte fenicio

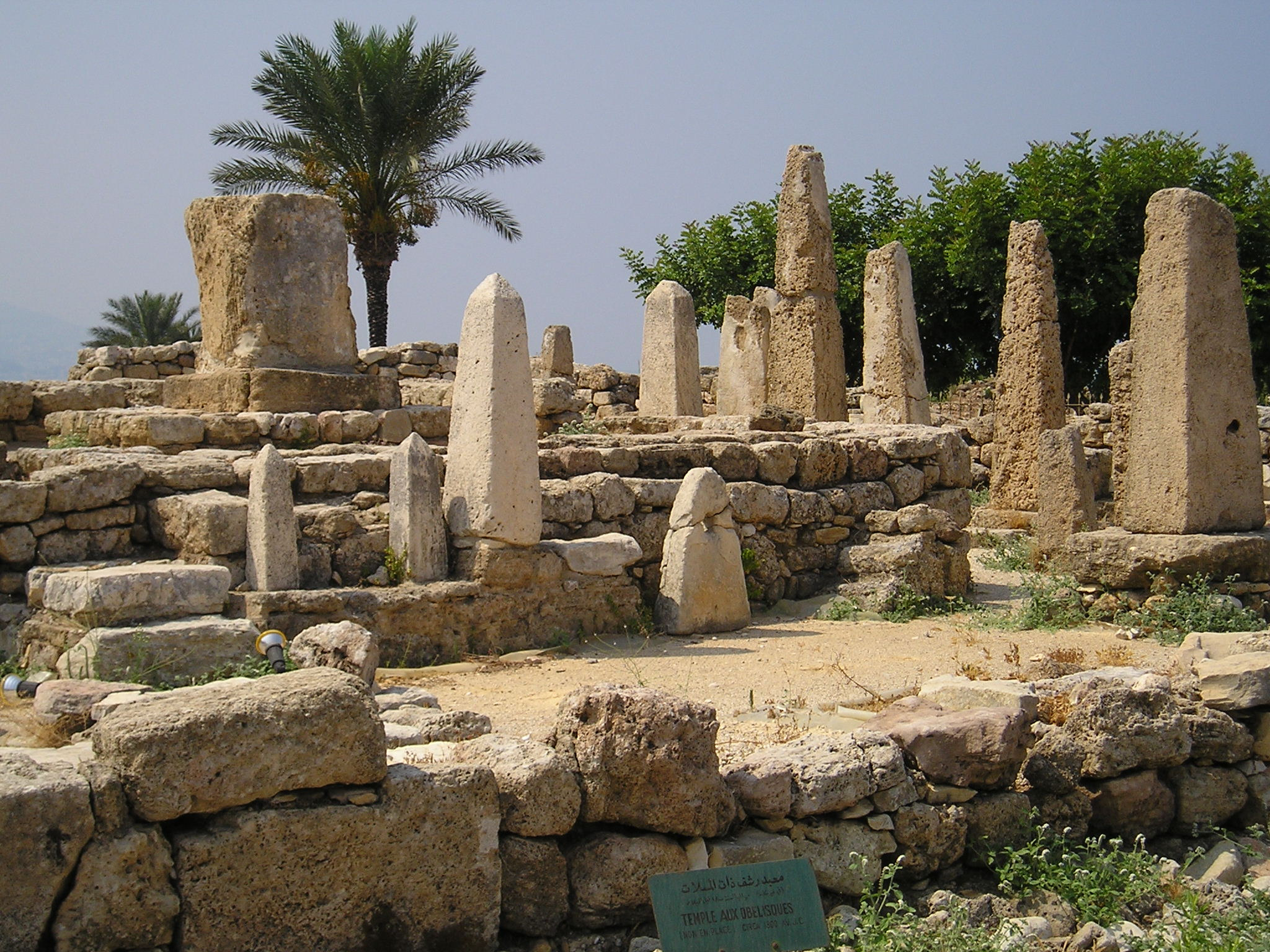
Templo de los obeliscos, Biblos.

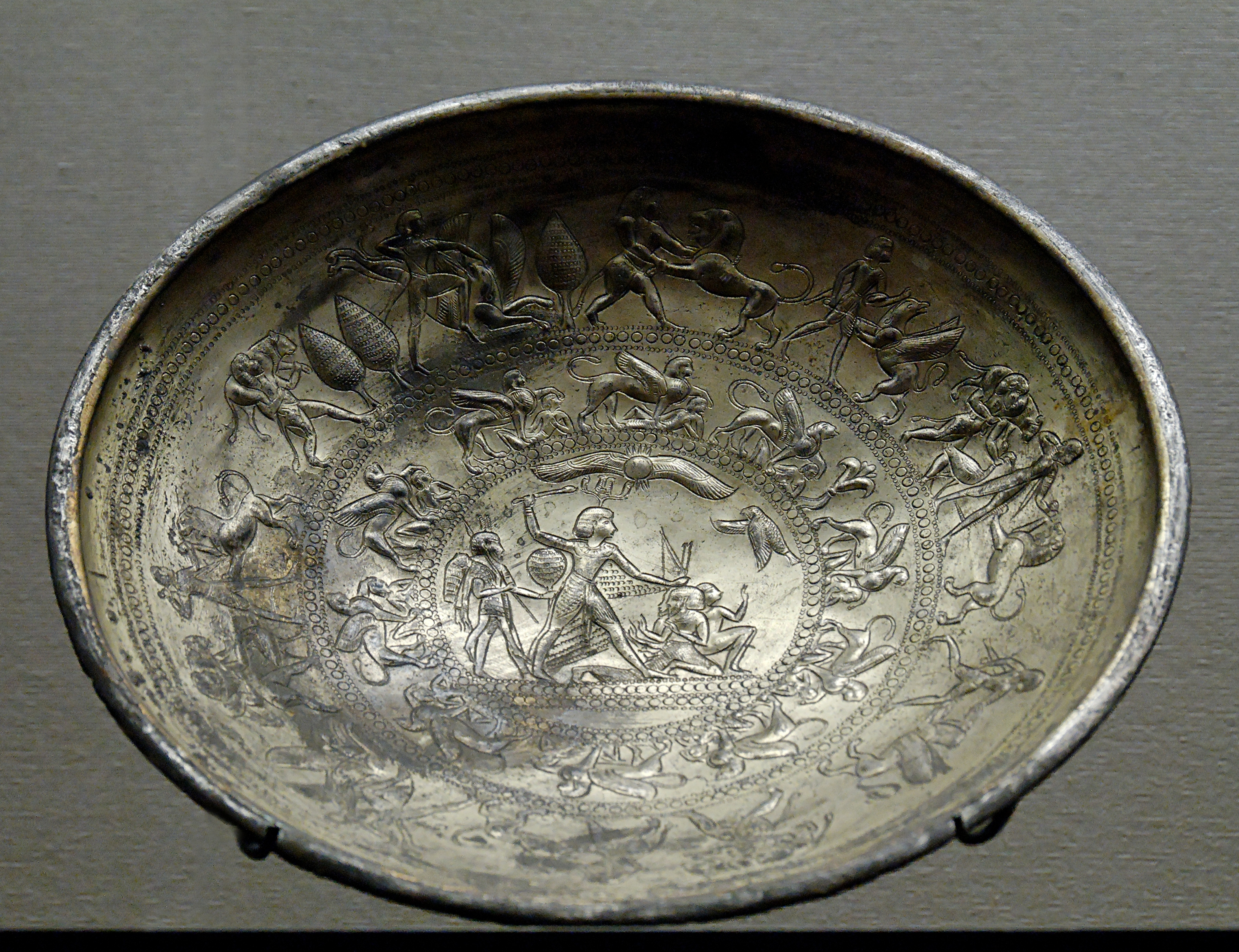
Copa de electrón procedente de Idalion, Chipre (Museo del Louvre), siglos o a. C., en la cultura chipriota arcaica I.

Arte fenicio es la denominación historiográfica del arte de la civilización fenicia, tanto el de las metrópolis fenicias del Mediterráneo Oriental como el de las colonias fenicias.
Cartago era la principal colonia fenicia, beneficiada por su posición central en el Mediterráneo. La bibliografía suele utilizar los adjetivos «semita» y «púnico» para referirse tanto a fenicios como a cartagineses. Para la producción artística de Cartago, suele emplearse el término arte cartaginés o púnico, sin olvidar la dualidad de significado de esta última.
Este arte mantuvo una uniformidad entre las metrópolis orientales de Fenicia (Tiro, Sidón, etc.) y las colonias hacia occidente, aun con la gran distancia, debido al contacto mercantil constante.

## Arte fenicio y arte cartaginés
El arte fenicio se extiende desde el siglo X a. C., ya que las obras anteriores a esta fecha son tan similares a las egipcias y asirias que no pueden distinguirse de ellas, hasta el siglo VI a. C. cuando Fenicia es conquistada por Nabucodonosor II, comenzando una decadencia de las colonias. Desde ese momento Cartago, fundada por fenicios en el siglo IX a. C. y principal colonia, aprovecha su ubicación y toma la dirección de las colonias hasta que es conquistada por Roma en el siglo II a. C., siendo este periodo el estudiado como arte púnico o cartaginés.
En el caso de la cerámica el especialista Caro Bellido data la transición del ajuar cerámico fenicio al periodo de influencia cartaginés hacia el año 550 a. C.

## Influencias
Las producciones artísticas fenicias tienen un fuerte componente artesanal. En sus esculturas, cerámicas, joyas y objetos de metal, predominaban las influencias egipcias, con elementos asirios, en un primer periodo (desde el siglo X a. C. -fecha más antigua que se suele asignar al arte fenicio- hasta el siglo VII a. C.). En un segundo periodo pasó a predominar la influencia griega, llegando a veces a confundirse sus producciones con las griegas, aunque, por lo general, se detecta con mayor tosquedad y eclecticismo del artista fenicio en las obras de sus talleres.
Después de repetidas investigaciones realizadas sobre el arte fenicio, se puede afirmar que no existe con anterioridad al siglo X a. C. pues aunque mucho antes fabricaban y vendían productos los industriales y mercaderes fenicios su arte no pasaba de ser una mera imitación del egipcio o asirio y parece que incluso entonces se consideraban sus artículos como originarios de los artistas que les servían de modelo. Desde dicho siglo se descubre en las obras fenicias de estatuaria, glíptica, orfebrería, etc. la tendencia a combinar los estilos orientales en una misma pieza, sobresaliendo el egipcio.
En la península ibérica el arte fenicio se mezcló con la producción de los pueblos indígenas, especialmente en Tartessos.

## Arquitectura
Las formas de arquitectura fenicia se infieren más por los dibujos de los sellos y otros relieves que por las ruinas de sus edificios; aunque no faltan algunos restos de piezas arquitectónicas hallados en Chipre y Fenicia. Entre estos, figura el capital con volutas, inspirado en el arte oriental y que bien pudo ser el antecesor del orden jónico. Los templos fenicios (como el de Biblos) se distinguían por tener el santuario sin cubierta. En él se daba culto a una piedra o betilo que generalmente consistía en un aerolito de forma cónica (como piedra caída del cielo) situado en medio de la estancia a la cual precedía un atrio rodeado interiormente de columnas. Era también característica la forma que los sidonios daban a sus suntuosos sarcófagos de piedra, y que reproducía el contorno de la figura humana, como los sarcófagos antropoides de madera egipcios.

## Escultura
Bajo el nombre de esculturas fenicias se han comprendido numerosas y variadísimas estatuas de los pueblos fenicios, libios, sardos, tirrenos, pelasgos, hititas y chipriotas que se presentan con cierta rigidez arcaica y falta de naturalidad y que ofrecen visibles reminiscencias asirias, egipcias e incluso griegas según las épocas y los países. Se consideran como legítimamente fenicias en piedra y bronce las esculturas chipriotas (de la isla de Chipre) toda vez que los fenicios se apoderaron de la isla hacia el año 1000 a. C. y fundaron allí ciudades importantes subyugando a los hititas que eran sus antiguos pobladores. Asimismo, puede estudiarse el arte fenicio en las islas de Cerdeña e Ibiza de las cuales se apoderaron las colonias tirias en el siglo VIII a. C.

## Galería

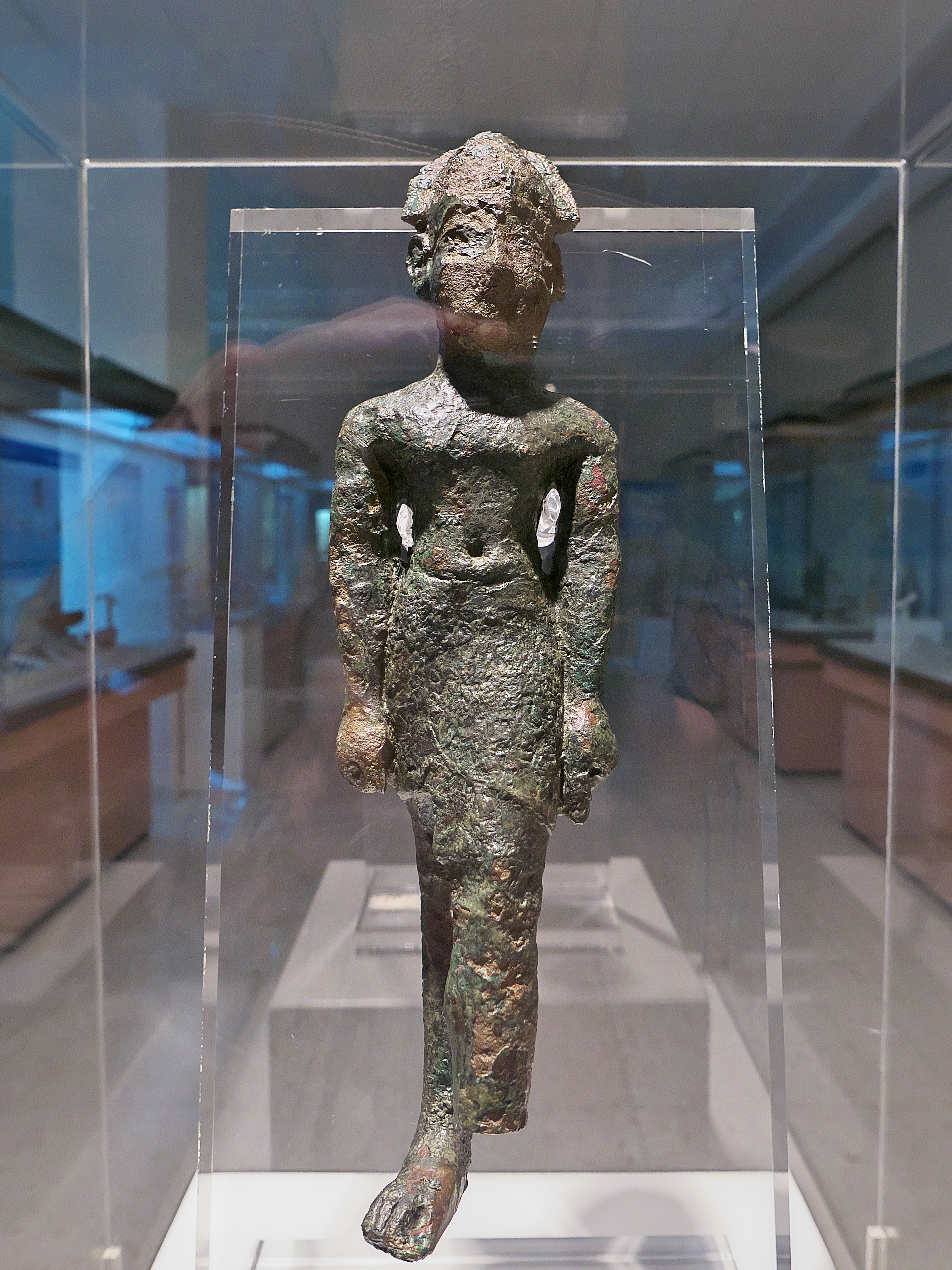
Figura en bronce (ss. VIII-VII a. C.) del dios Melqart, época fenicia arcaica, encontrada en la capital de Huelva (España).
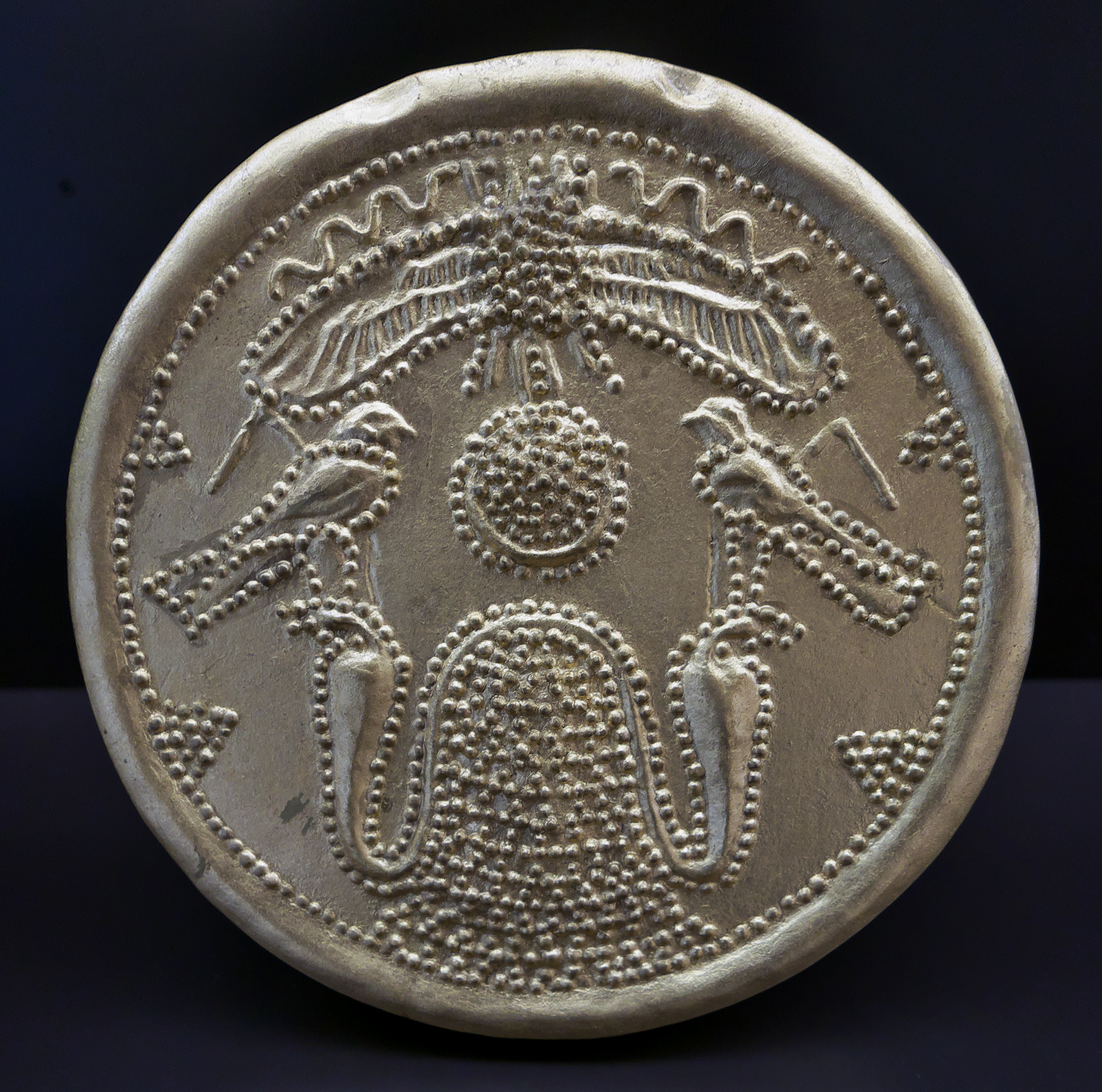
Amuleto colgante de oro (601-633 a. C.), granulado, fundido y pulido. Procedente de la Necrópolis de Trayamar, representa tema relacionado con la cosmogonía egipcia, recogida por el arte fenicio.
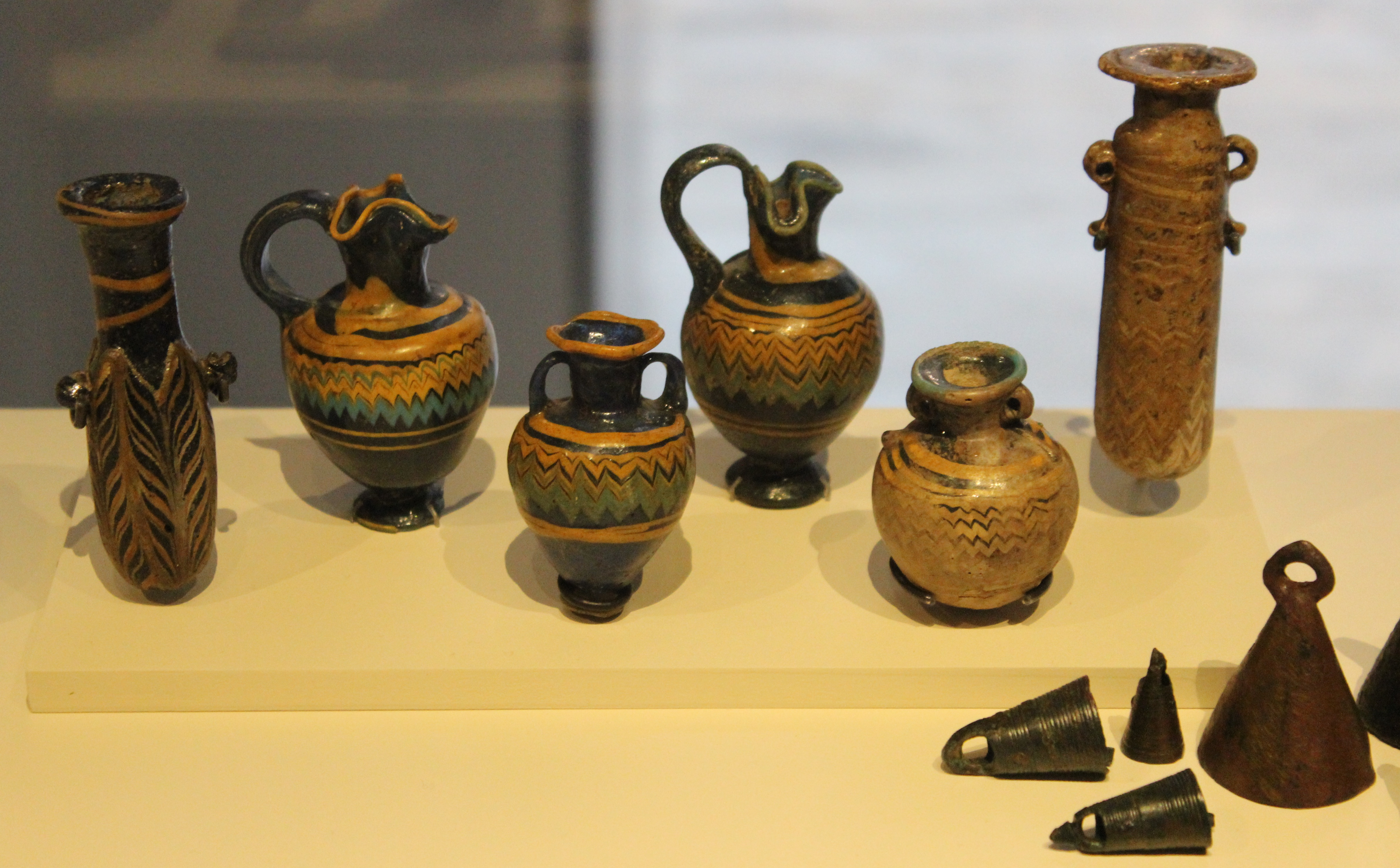
Objetos de vidrio importados por comerciantes fenicios a la península ibérica. Madrid, M.A.N.
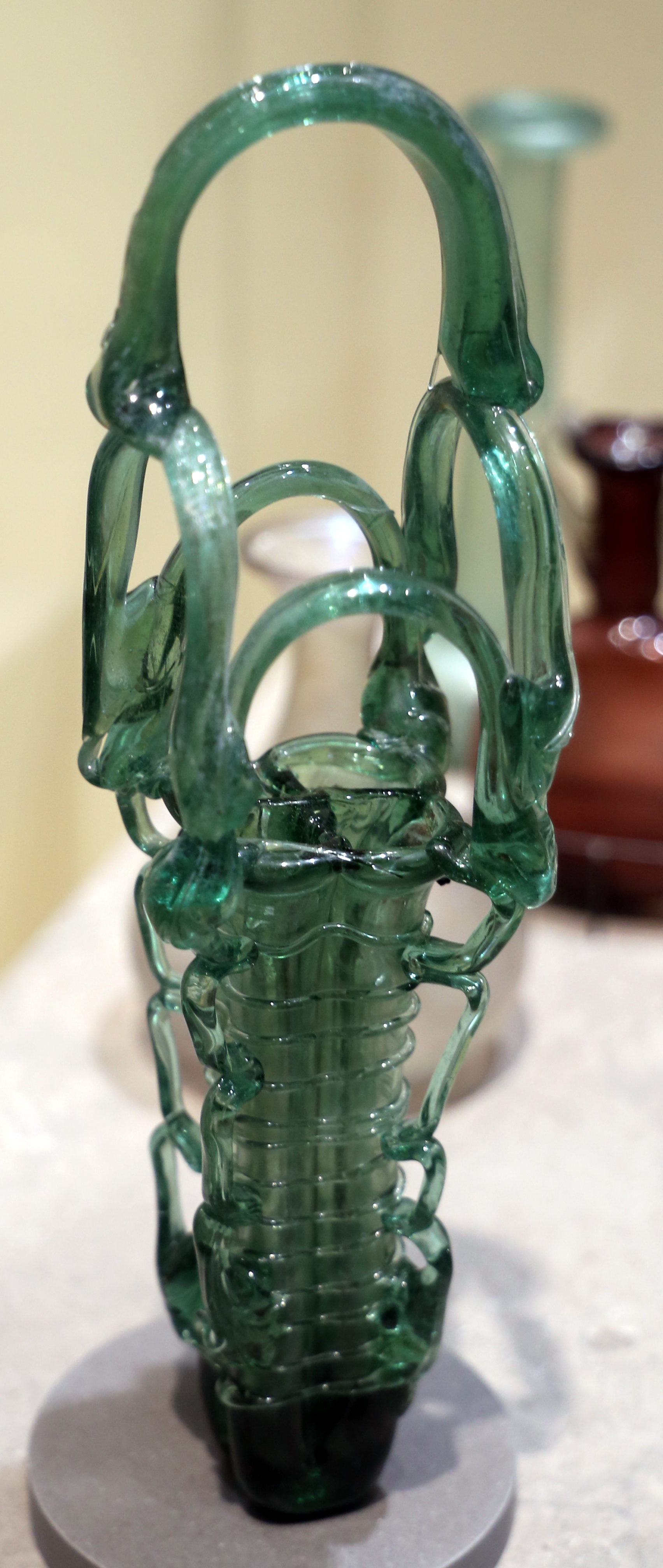
Ungüentario fenicio encontrado en Tiro (Líbano).
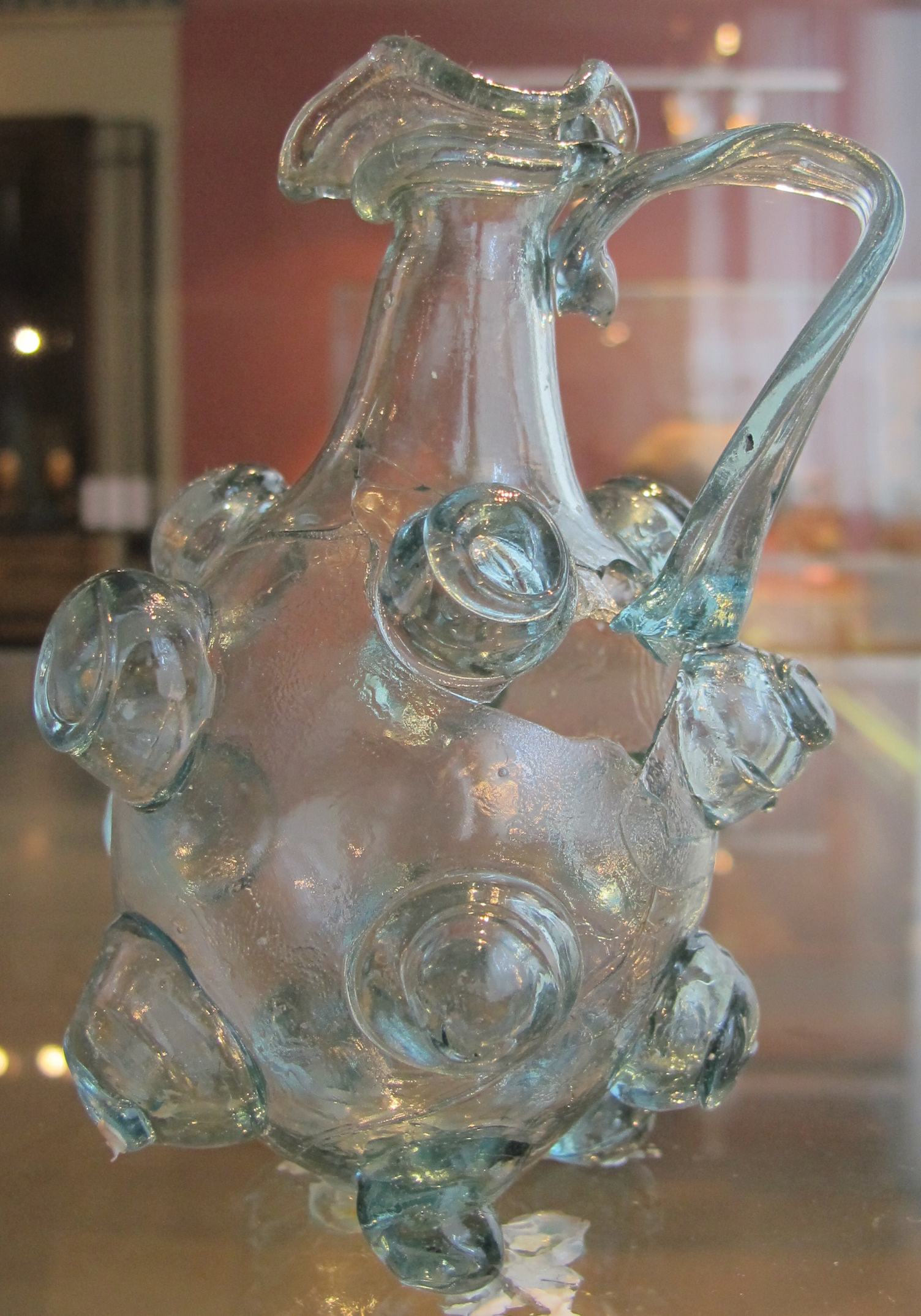
Vaso de vidrio de Fenicia de inicios del
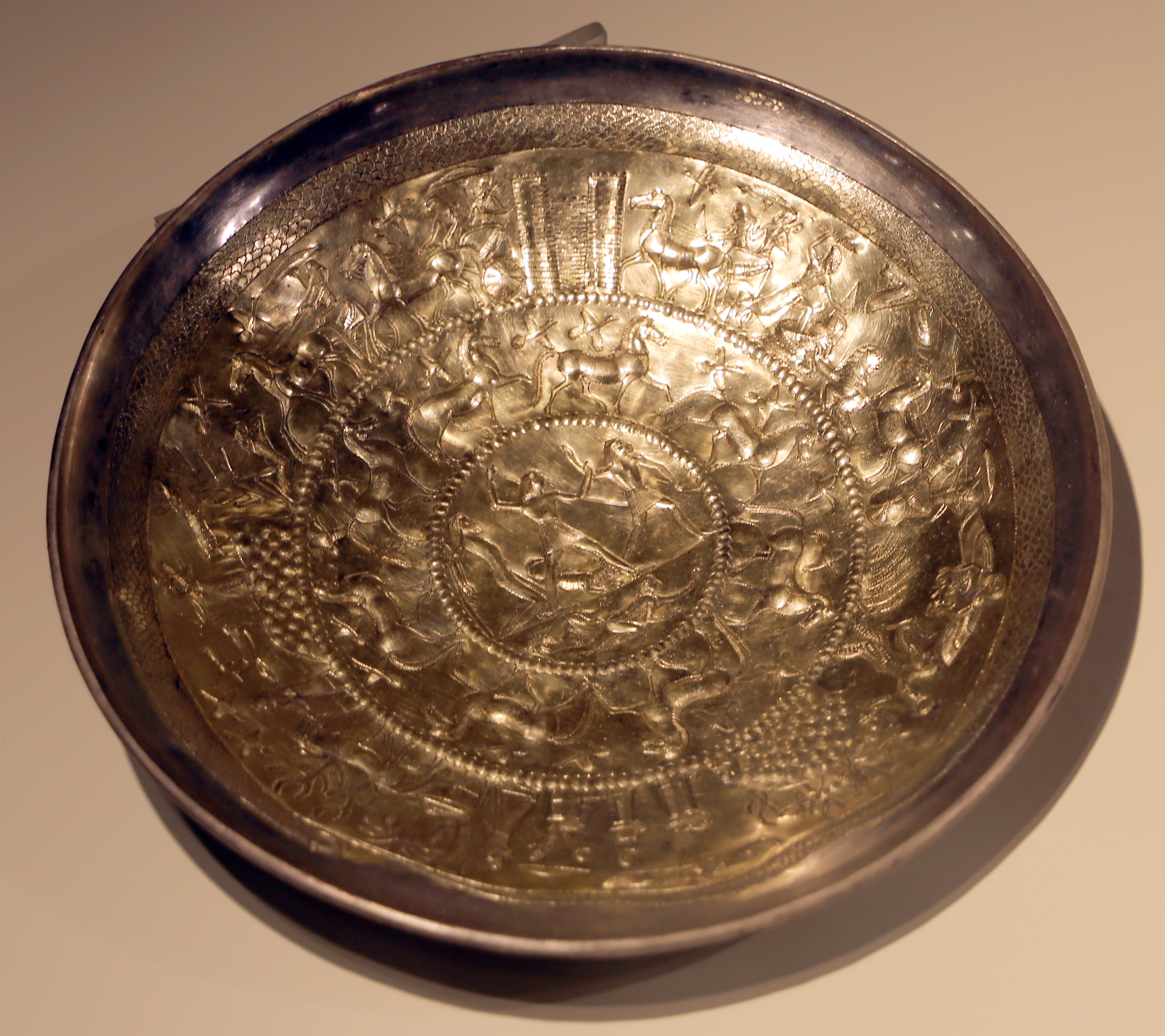
Artesanos fenicios, patera en plata y oro con un día de caza del rey, 675-650 a. C., de la tumba de Bernardini en la necrópolis de la Colombella, en Palestina. Museo Nacional Etrusco de Villa Julia.